# Gnophos valdesignaria
Gnophos valdesignaria är en fjärilsart som beskrevs av Eugen Wehrli 1922. Gnophos valdesignaria ingår i släktet Gnophos och familjen mätare. Inga underarter finns listade i Catalogue of Life.